# Ken Kwapis
Ken Kwapis (Belleville, Illinois, 17 d'agost de 1957) és un director de cinema i televisió estatunidenc. Nominat al Primetime Emmy a la millor direcció per a sèrie de comèdia (2007) per l'episodi "Gay Witch Hunt" de la sèrie The Office.

## Biografia
Kwapis va estudiar cinema a la Northwestern University i a la Universitat del Sud de Califòrnia. El 2004 va dirigir i escriure el guió de Sexual Life, per Showtime Independent Films, a partir d'una adaptació lliure de l'obra "La Ronda” d'Arthur Schnitzler, protagonitzada per Elizabeth Banks, Kerry Washington i Anne Heche. El 2009 va dirigir el film coral Què els passa als homes? amb Jennifer Aniston, Ben Affleck, Jennifer nConnelly, Drew Barrymore, Scarlett Johansson, Kevin Connolly, Bradley Cooper, Ginnifer Goodwin i Justin Long. El 2012 va rodar Big Miracle, un drama familiar i biogràfic d'un reporter i una activista, protagonitzada per Drew Barrymore i John Krasinski, basada en el llibre de 1989 de Tom Rose Freeing the Whales, sobre l'Operació Breakthrough, l'esforç internacional de 1988 per rescatar balenes grises atrapades al gel prop de Punta Barrow, Alaska. El 2015 va filmar Un passeig pel bosc, basada en una història real de l'aventurer Bill Bryson, protagonitzada per Robert Redford, Nick Nolte i Emma Thompson, centrada en una travessa per les Muntanyes Apalatxes que fan dos vells amics.
Els seus treballs a televisió entre els anys 1999 i 2000 incluen la participació en la direcció de dos episodis del que va arribar a ser sèrie de culte Freaks and Geeks, protagonitzada per Linda Cardellini i John Francis Daley i també 2 episodis de la sisena temporada del drama mèdic Emergency Room, totes dues emeses per la cadena NBC. Va ser nominat el 2007 a l'Emmy a la millor direcció de sèrie de comèdia per l'episodi 1 de la tercera temporada (Gay Witch Hunt) de la versió estatunidenca de The Office, sèrie en la qual va participar dirigint 13 episodis, entre ells, també el Pilot (2005) i el Final (2013) de la novena i última temporada.

## Filmografia
| Any       | Títol                           | Comentaris |
| --------- | ------------------------------- | --- |
| 1985      | Follow that Bird                | |
| 1987      | Amazing Stories                 | sèrie de televisió, 1 episodi: Lane Change                                                                                 |
| 1988      | Vibes                           | |
| 1991      | He Said, She Said               | |
| 1992      | Eerie, Indiana                  | sèrie de televisió, 2 episodis: "Tornado Days," "Reality Takes a Holiday,"                                                 |
| 1992-1993 | The Larry Sanders Show          | sèrie de televisió, 12 episodis                                                                                            |
| 1993      | Route 66                        | sèrie de televisió |
| 1996      | Dunston Checks In               | |
| 1997      | The Beautician and the Beast    | |
| 1998      | The Wonderful World of Disney   | sèrie de televisió, 1 episodi: Noah                                                                                        |
| 1999      | Border line                     | pel·lícula de televisió |
| 1999-2000 | Freaks and Geeks                | sèrie de televisió, 2 episodis temporada 1: Tests and Breasts, episodi 5, any 1999 i Looks and Books, episodi 11, any 2000 |
| 1999-2000 | Emergency Room                  | sèrie de televisió, 2 episodis temporada 6: Sins of the Fathers, episodi 4, any 1999 i Be Patient, episodi 15, any 2000    |
| 2000      | Grounded for Life               | sèrie de televisió, 4 episodis                                                                                             |
| 2000      | Watching Ellie                  | sèrie de televisió, 3 episodis                                                                                             |
| 2000-2004 | Malcolm in the Middle           | sèrie de televisió, 19 episodis                                                                                            |
| 2001-2006 | The Bernie Mac Show             | sèrie de televisió, 11 episodis                                                                                            |
| 2003      | About a Boy                     | pel·lícula de televisió |
| 2004      | Sexual Live                     | |
| 2005      | Un per a totes                  | |
| 2005-2013 | The Office                      | sèrie de televisió, 13 episodis                                                                                            |
| 2007      | Llicència per casar             | |
| 2009      | Què els passa als homes?        | |
| 2010      | Parks and Recreation            | sèrie de televisió, 1 episodi: Galentine's Day, temporada 2, episodi 16                                                    |
| 2010      | Outsourced (sèrie de televisió) | sèrie de televisió, 2 episodis                                                                                             |
| 2012      | Big Miracle                     | |
| 2012      | Susan 313                       | pel·lícula de televisió |
| 2012      | Friday Night Dinner             | pel·lícula de televisió |
| 2015      | Un passeig pel bosc             | |
| 2015      | Happyish (sèrie de televisió)   | sèrie de televisió, 4 episodis                                                                                             |
| 2016-2017 | One Mississippi                 | sèrie de televisió, 4 episodis                                                                                             |
| 2017-2019 | Santa Clarita Diet              | sèrie de televisió, 5 episodis                                                                                             |
| 2018      | The Dangerous Book for Boys     | |